# 日暮里大火 (1925年)
1925年の日暮里大火（にっぽりたいか）とは、同年3月18日に日本の東京府北豊島郡日暮里町大字金杉で発生した火災である。この火災を契機として区画整理が実施された。

## 背景
東京府北豊島郡日暮里村は、1913年に町制が敷かれ日暮里町となった。日暮里町は急激な都市化を遂げたものの、1923年の関東大震災で一面焼け野原となる。震災後、日暮里は帝都復興のための大規模な区画整理事業の対象地となり、道路拡張工事や暗渠化が実施された。

## 火災の発生
1925年3月18日15時6分、日暮里町大字金杉1437（のちの東日暮里3丁目付近）にあった、比企友次郎のアサヒ半毛工場から出火した。このとき工場で働いていた2名は日暮里署の取り調べに対し、作業中のガーネット混毛機に釘のようなものが落ちた結果、機械と摩擦して火花が散り、それが機械油に引火したと証言している。2人は急いで消火したものの、酸素製造工場の屋根に飛び火してしまい、さらに工場内にあった3000貫から4000貫（およそ11トンから15トン）の材料にも燃え移ったという。
この日は風速13メートルの北西の強風が吹いており、警視庁消防本部も警戒するほどであった。くわえて、出火現場は小さい民家や工場が密集しており、水利も悪かったため、火は燃え広がってしまった。出火現場の隣家の住民は『読売新聞』の取材に対し、以下のようにコメントしている。
火元の隣家である清和屑物工場が燃え、出火から1時間程度で周囲の200戸が全焼した。また、隣町の三河島町前沼で20戸が焼けたほか、1町隔たった日暮里第五小学校、第三小学校も燃えてしまった。炎は改正道路を南下して下谷区まで達し、あわや下谷区根岸にまで延焼するかと思われたが、20時55分に鎮火した。この火災により、関東大震災の残存区域もほとんど全焼してしまった。
具体的な焼失区域について、『大正ニュース事典』は『東京日日新聞』をもとに、以下のようにまとめている。

## 消火活動
日暮里町および隣接する三河島町の消防団が直ちに出動したほか、警視庁本部、各分署、出張所の消防隊が総出で消火にあたった。くわえて、赤羽工兵隊、近衛兵歩兵第一連隊などが出動し、青年団や在郷軍人と協力して風下の家屋の破壊消防を行なった。ただし、水利が悪い上に道も狭かったため、消火活動は難航した。高野消防部長は『東京日日新聞』の取材に対し、以下のようにコメントしている。
また、坂本署を警戒本部として、西神田、錦町、南千住、上野、谷中、寺島、象潟などの署から約1000名の巡査が出動し、二重三重の非常線を張った。なお、交通整理にあたって抜剣した巡査がおり、問題視された。

## 被害の状況
およそ46050坪、2000戸が焼失しており、第三日暮里小学校、第五日暮里小学校といった公共施設も焼失した。損害見積もりは概略500万円、保険は明治、帝国などに50万円から60万円ほどと予想された。『時事新報』は保険会社の損害について「焼失地域には1、2ヶ月前から多数の動産保険勧誘員が入り込んで契約を取ったばかりで、この下旬に第2回の払い込みをするはずの家も二、三百あった由で、火災保険会社の損害は場末の割には多額に上るだろうと言われている」と記している。
罹災者は1万人に達した。死者はいなかったものの、負傷者は多数出ており、消防手や巡査も負傷した。さらに、迷子も何名か発生した。また、避難者たちが上野公園に殺到し、上野駅は親戚や知人を頼って鉄道で避難しようとする人々で夜遅くまで混雑した。一方、現場には野次馬も多く駆けつけ、通りがかりの自動車にただ乗りする者も現れたほか、火事場泥棒も現れたという。
また、火事の最中に池袋駅から恵比寿駅にかけての電線が切れたことで、19時20分から20時まで電車が止まり、避難者たちは難儀した。その結果、22時から23時の間に何本か臨時列車が運行された。

## 救護活動
日暮里尋常高等小学校、第一日暮里小学校分校、第二日暮里小学校、第四日暮里小学校などに避難所が設置された。また、ライオンゴム工場や下谷坂本署、下谷区役所や日暮里町役場などには救護所が設置され、第二日暮里小学校には郡医師会、滝野川医師会、日暮里医師会で構成された救護所が設置された。岡田日暮里町長は救護活動の状況について、1925年3月19日の『東京日日新聞』で以下のようにコメントしている。
また、警視庁救護班が日暮里尋常高等小学校に、東京府救護班が済生会診療所に出張し、罹災者の救護にあたった。ほかにも、時事新報社が元金杉1096番地に借りていた空家でパンや手ぬぐいを支給したり、東京市や東京日日新聞社が寛永寺で食料を配布したりした。
救護活動は活発に行われ、救護品を積んだトラックが何台も駆けつけたという。青年団の1人は『読売新聞』に対し「実に今回の火事は同情を得ました、ごらんなさいあの救護のつめかけている様子を」とコメントしているほか、ある警官は「大火でしたがその避難ぶりはなかなか立派でした、大震災の賜物でしょう」と述べている。同様に『東京日日新聞』も「出火時刻が早かったので避難するには極めて好都合であった、風下になる町内は火の子を見て自動車や大八車に荷をまとめ日暮里駅から鶯谷、上野駅の沿線に避難し大事を取って上野公園の大師前に逃げ込むものもあった、罹災者のおおくは改正道路や下谷区役所同区小学校内に収容された」と報じている。

## 恩賜金と義捐金
1925年3月、同年12月、1926年6月には恩賜金があったほか、総額3万5204円83銭の義捐金が集まった。具体的には、三井家が三井八郎右衛門名義で罹災者に5000円を寄付したほか、朝日新聞社が1000円、パン大袋2000個、手ぬぐい1000筋を寄付した。また、三越呉服店が慰問袋600袋を支給したほか、今川橋松屋呉服店が手ぬぐい1000筋を支給した。ほかにも、焼失した第三日暮里小学校、第五日暮里小学校については、郡役所が内務省に陳情した結果、低利資金10万円が貸し出された。
なお、恩賜金や義捐金の配当等について、『新修 荒川区史』は以下のようにまとめている。
| 時期           | 種別   | 人数もしくは戸数 | 金額 |
| -------------- | ------ | ---------------- | ---- |
| 1925年4月29日  | 全焼   | 1725人           | 2円  |
|                | 半焼   | 229人            | 1円  |
|                | 全焼   | 832戸            | 68銭 |
| 1925年12月29日 | 半焼   | 11戸             | 41銭 |
|                | 準世帯 | 69戸             | 36銭 |
| 1926年8月25日  | 全焼   | 1075戸           | 38銭 |
|                | 半焼   | 11戸             | 27銭 |
|                | 準世帯 | 64戸             | 23銭 |

| 扱別     | 金額          |
| -------- | ------------- |
| 町内扱   | 8517円        |
| 府扱     | 1万4195円70銭 |
| 郡役所扱 | 27円65銭      |
| 新聞社扱 | 714円61銭     |
| 直接扱   | 8390円12銭    |
| 計       | 3万1685円28銭 |
| 別途扱   | 3519円55銭    |
| 総合計   | 3万5204円83銭 |

| 品名           | 数量   |
| -------------- | ------ |
| 醤油（缶）     | 2250本 |
| 醤油（大箱入） | 60個   |
| 手拭           | 2000反 |
| 同             | 1810本 |
| 同             | 1500本 |
| 白米           | 24俵   |
| 木炭           | 47俵   |
| 漬物           | 34本   |
| 衣類包         | 215個  |
| 雑記帳         | 550点  |

| 時期          | 種別   | 人数もしくは戸数 | 金額           |
| ------------- | ------ | ---------------- | -------------- |
| 1926年6月25日 | 全焼   | 1075戸           | 2円            |
|               | 半焼   | 11戸             | 1円50銭        |
|               | 準世帯 | 64戸             | 1円20銭        |
| 1925年6月     |        | 236人            | 合計2344円20銭 |

また、ソビエト連邦はこの大火について同情を示し、その結果日本の外務大臣幣原喜重郎が感謝の意を示す電報を送った。

## 大火後の土地区画整理
3月18日の夜から日暮里役場で開かれた臨時町会にて、議員側からの申し出により、区画整理を行うことが決定した。町会では「道路問題が急務だ」という意見が示され、後日地主会議を開催して権利問題を処理することになった。また、『読売新聞』は1925年3月20日号の社説にて「区画整理により耐火建築をもって防火壁を作る案も極めて不徹底に終わっているようです。整理委員の中には『耐火建築の必要は飛行機の襲来に備うべきもので、そんな場合は何もかも最後の時だから、今ことさらそれを急ぐ必要がない』とゆう持論の人も多々見受けるが、これらの人々は単に自己の便宜のみを考えて、隣人の幸福を思わざる人々であります」と主張した。
関東大震災後にも区画整理事業自体は行われていたが、この火災を契機として新たに「日暮里土地区画整理組合」が設立され、関東大震災の復興事業と接続した区画整理が行われた。具体的には、1925年4月27日に東京府知事宛に組合設立認可申請が行われ、同年5月18日に認可された。換地設計ののち、7月には換地予定地が決定し、8月19日に工事が着工した。
1926年10月31日に土地区画整理事業が竣工し、焼失区域は更生と発展を願って旭町と改称された。なお、旭町はのちに、1932年の市郡併合による行政区割の変更に伴い、日暮里2丁目となった。東京都荒川区教育委員会編『日暮里の民俗』は「日暮里は震災や大火によって、整然とした区割りの町づくりがなされたといっても過言ではない」と指摘している。
区画整理事業の経費は22万円であり、東京市から5万5000円、東京府から10万円の支援があった。また、電柱や地下埋設物については、逓信省、東京電燈株式会社、東京瓦斯株式会社が無償で行った。

## 1年後の火災
1926年3月19日、日暮里大火の1周年のため全市の消防隊が非常大警戒体制を敷いていたところ、高田から巣鴨におよぶ火事が発生した。